# Großsteingräber bei Teutendorf
Die Großsteingräber bei Teutendorf waren fünf megalithische Grabanlagen der jungsteinzeitlichen Trichterbecherkultur bei Teutendorf, einem Ortsteil von Sanitz im Landkreis Rostock (Mecklenburg-Vorpommern). Heute ist nur noch ein Grab vorhanden. Es trägt die Sprockhoff-Nummern 367. Die restlichen Anlagen wurden im späten 19. oder frühen 20. Jahrhundert zerstört.

## Lage
Das erhaltene Grab 1 befindet sich etwa 800 m ostsüdöstlich von Teutendorf auf einem Feld. Robert Beltz erwähnt noch drei weitere, heute restlos zerstörte Anlagen, ein Ortsakteneintrag eine vierte. Die Lage dieser Gräber ist nicht bekannt. 1,1 km nordöstlich von Grab 1 befinden sich die Großsteingräber bei Stormstorf, 2,4 km südöstlich das Großsteingrab Tessin.

## Beschreibung

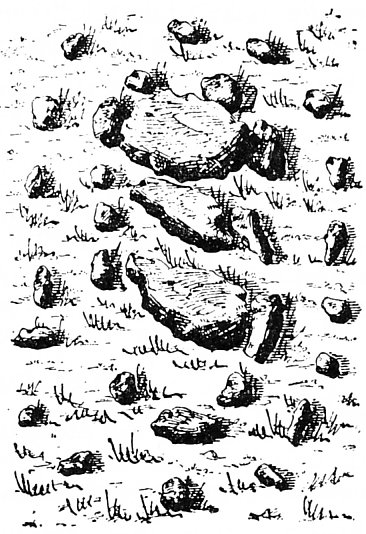
Zeichnung von Grab 1 nach Schlie

Grab 1 besaß nach Friedrich Schlie in den 1890er Jahren eine Hügelschüttung von 33 m Umfang. Darauf stand eine ovale Umfassung, die laut seiner Umzeichnung noch aus 17 Steinen bestand. Darin befand sich eine Grabkammer mit fünf bzw. sechs Wandsteinen an den Langseiten, einem erhaltenen Abschlussstein und drei erhaltenen Decksteinen. Maße und Ausrichtung des Grabes sind nicht angegeben. Heute sind nur noch die Hügelschüttung und der Rest eines Wandsteins erhalten. Ewald Schuldt deutete die Anlage aufgrund von Schlies Zeichnung als Ganggrab.
Die zerstörten Gräber werden lediglich als „Hünenbetten“ bezeichnet. Genauere Informationen zu ihren Maßen, ihrer Ausrichtung und den Grabtypen liegen nicht vor.